# Ochridacyclops nepalensis
Ochridacyclops nepalensis – gatunek widłonoga z rodziny Cyclopidae. Nazwa naukowa tego gatunku skorupiaków została opublikowana w 2005 roku przez zespół biologów w składzie: Ko Tomikawa, Tomiko Ito, Noboru Minakawa, Shunsuke F Mawatari.